# روي سكينر
روي سكينر (بالإنجليزية: Roy Skinner)‏ هو مدرب كرة سلة أمريكي، ولد في 17 أبريل 1930 في بادوكا في الولايات المتحدة، وتوفي في 25 أكتوبر 2010 بسبب فشل تنفسي.

## روابط خارجية
- روي سكينر على موقع كلية كرة السلة في سبورتس رفرنس.كوم (الإنجليزية)
- روي سكينر على موقع قاعة تينيسي للمشاهير الرياضية (الإنجليزية)